# Eocoileus
Eocoileus is een geslacht van uitgestorven hertachtigen uit de Capreolinae. Deze soort leefde tijdens de overgang van het Mioceen naar het Plioceen in Noord-Amerika. De typesoort is Eocoileus gentryorum.

## Vondsten
Eocoileus is bekend van fossiele vondsten in Florida van vijf miljoen jaar oud. Hiermee is Eocoileus samen met Bretzia het oudst bekende Amerikaanse hert.

## Kenmerken
Het gewei van Eocoileus leek op dat van een ree en het ging recht omhoog vanaf de basis met een aftakking halverwege en een gevorkte top.

## Verwantschap
Eocoileus ontwikkelde zich uit een aan Dicrocerus verwant hert dat ongeveer zes miljoen jaar geleden over de Bering-landbrug Noord-Amerika bereikte. In het Laat-Pleistoceen volgden de eland en de wapiti dezelfde route. Eocoileus wordt beschouwd als de voorouder van Odocoileus, waarvan de oudste vondsten fossiele tanden uit Kansas van vier miljoen jaar geleden zijn. Eocoileus of een nauwe verwant migreerde in het Midden-Plioceen naar Zuid-Amerika via de landengte van Panama, waarna zich de diverse Zuid-Amerikaanse herten ontwikkelden.